# 多良站 (日本)
多良站（日语：／ Tara eki */?）是位於佐賀縣藤津郡太良町，九州旅客鐵道（JR九州）的長崎本線車站。

## 概要
部分來自江北站方向的普通列車會在此站折返。通常只有普通列車停站。在2019年3月前，於螃蟹季節時候，部分特急「鷗」會臨時停站（在不是臨時停車日子時，部分特急「鷗」會進行列車交會，因此也會作運輸停車）。另外，在國鐵時代末期至JR初期，部分特急「鷗」會停此站。2022年9月，觀光列車「雙星4047號列車」會在本站停靠。
另外，此站名稱與町名稱是相同讀法「Tara」。而該町名稱是取自前多良町和前大浦村的合成地名，但是寫法變為「太良」。

## 車站構造

### 站房
設有一座用木建成的站房。出入口、驗票口及候車大堂設於中央位置，右側設有木製候車長櫈一張，左側為已經停用的站務室，右側為男女混合式洗手間，但只能從月台一邊進入。無人化後，在驗票口旁邊增設了一座簡易式近距離售票機。
有人站時代是由JR九州服務支援負責車站業務的業務委託車站，但在2020年4月1日起降為無人車站，2022年3月隨時間表改正而完全無人化。

### 月台
設有側式月台及島式月台各1個，原提供2面3線的配置，月台之間設有跨線行人天橋連接。過往特急列車途經的年代，如遇上列車交匯，則會使用側式的1號月台及島式外側的3號月台。但西九州新幹線開業後，業務變得清閒，再加上撤去了電化設施，3號月台最終在2024年時廢除。
側式月台近站房設有多張木長櫈，而島式月台上也設有一座半開放式的有蓋候車亭，並設有7個獨立座椅的塑膠候車座位。而在1號月台近站房左側設置了觀光用途的「幸福之鐘」（幸せの鐘），以及一塊介紹大良町大魚神社海中鳥居、特產蜜柑和竹崎蟹的巨型看板。
自2022度的時間表起，近乎所有班次都是使用1號月台，只有當出現列車交會時，上行的列車才會使用2號月台。
| 月台 | 路線      | 上下行   | 方向                     | 備註                                 |
| ---- | --------- | -------- | ------------------------ | ------------------------------------ |
| 1    | ■長崎本線 | 上行     | 肥前濱、江北方向         | 大部份班次及全部上行起訖列車         |
| 1    | ■長崎本線 | 下行     | 肥前大浦、諫早、長崎方向 | 停靠全部班次（包括雙星4047號）       |
| 2    | ■長崎本線 | 上行     | 肥前鹿島、江北方向       | 只有05:47、06:22及18:24共3個班次使用 |
| 3    | 停止使用  | 停止使用 | 停止使用                 | 停止使用                             |

## 歷史
- 1934年：

- 4月16日：鐵道省有明東線 肥前濱站至此站之間開通，此站啟用。
- 12月1日：此站至湯江站之間開通，並且改編入至長崎本線。

- 1987年4月1日：隨國鐵分割民營化，車站由九州旅客鐵道（JR九州）營運[2]。
- 2019年3月31日：特急列車在冬季臨時停車的安排中止[3]，改回為只停靠普通列車。
- 2020年4月1日：改為全日無人車站[1]。
- 2022年：

- 3月12日：原本安排肥前鹿島站職員在售票窗口營業的安排終止，完全無人化。
- 9月23日：本站成為特急「雙星4047號列車」停車站。同時去電化，改以氣動車行駛。

- 2024年4月：廢除3號月台。

## 利用狀況
JR九州自2016年度起，只會公佈乘客量最多的300個車站人數及排名。本站在2016年年度剛好位列第300名，因此可以顯示實際人數，但由2017年度起便跌出300位之外，只能以「多於100人」顯示於排行榜外。
| 乘車人次變化 | 乘車人次變化 |
| 年度         | 1日平均人次  |
| ------------ | ------------ |
| 2000         | 332          |
| 2001         | 296          |
| 2002         | 258          |
| 2003         | 281          |
| 2004         | 307          |
| 2005         | 297          |
| 2006         | 294          |
| 2007         | 269          |
| 2008         | 280          |
| 2009         | 279          |
| 2010         | 291          |
| 2011         | 295          |
| 2012         | 297          |
| 2013         | 315          |
| 2014         | 314          |
| 2015         | 319          |
| 2016         | 323          |
| 2017起       | >100         |

## 車站周邊
在車站東邊靠近海邊設有國道207號，該國道與長崎本線並行。在站前至國道207號交界之間約300米的道路為佐賀縣道232號多良停車場線。
車站周邊設有不同河川的河口部分，包括了多良川。另外，此站位於太良町中心，設有多間學校和主要設施，例如佐賀縣立太良高等學校、太良町立多良小學、太良町立多良中學、太良町公所。從此站可轉乘祐德巴士中山線前往多良岳登山口。

## 相鄰車站
九州旅客鐵道（JR九州）
■長崎本線
■特急「雙星4047」
肥前濱 → 多良 → 小長井
■普通
肥前飯田－多良－（里信號站）－肥前大浦

## 外部連結
- JR九州多良站 （页面存档备份，存于）（日語）
- 國土地理院地圖參閲服務 （页面存档备份，存于） - 多良站周邊 1/25000地形圖（圖名：多良） （页面存档备份，存于）